# Rivian EDV
Rivian EDV (electric delivery van) — малотоннажный грузовой электромобиль производства американской компании Rivian. Выпускается с 2021 года в трёх типоразмерах (EDV-500, EDV-700 и EDV-900) на платформе RCV (Rivian Commercial Vehicle), которая является производной от платформы R1, на которой компания выпускает пикапы Rivian R1T и внедорожники Rivian R1S.

## История
В феврале 2019 года компания Amazon объявила, что инвестирует в Rivian 700 миллионов долларов. В сентябре того же года компания Amazon Logistics заказала 100 000 электромобилей в рамках сотрудничества Rivian с Amazon. Производство автомобилей Rivian EDV началось в 2021 году. К 2022 году было произведено 10 000 фургонов.
В феврале 2020 года компания Rivian показала первую полноразмерную модель с запасом хода 240 км. Испытания проходили в Лос-Анджелесе и Сан-Франциско в начале 2021 года, затем в апреле 2021 года автомобиль проходил испытания в Денвере, а в июле 2021 года автомобиль был передан в Оклахому. Первый серийный экземпляр сошёл с конвейера в декабре 2021 года.
В июле 2022 года модель появилась в других городах США. В ноябре 2022 года компания Amazon заявила, что в эксплуатации более 1000 Rivian EDV, которые перевезли в общей сложности 5 миллионов грузов.
Всего выпущено 3 типа: EDV-500, EDV-700 и EDV-900, каждый из которых отличается количеством секций кузова. У EDV-500 3 секции, у EDV-700 4 секции, а у EDV-900 5 секций.

## Технические характеристики
| Тип           | EDV-500 | EDV-700 | EDV-900 |
| ------------- | ------- | ------- | ------- |
| Запас хода    | 240 км  | 240 км  | 190 км  |
| Колёсная база | 4000 мм | 4700 мм | 5200 мм |
| Длина         | 6300 мм | 7000 мм | 8200 мм |
| Объём кузова  | 14 м3   | 19 м3   | 24 м3   |
| Масса         | 4240 кг | 4240 кг | 6400 кг |

## Галерея

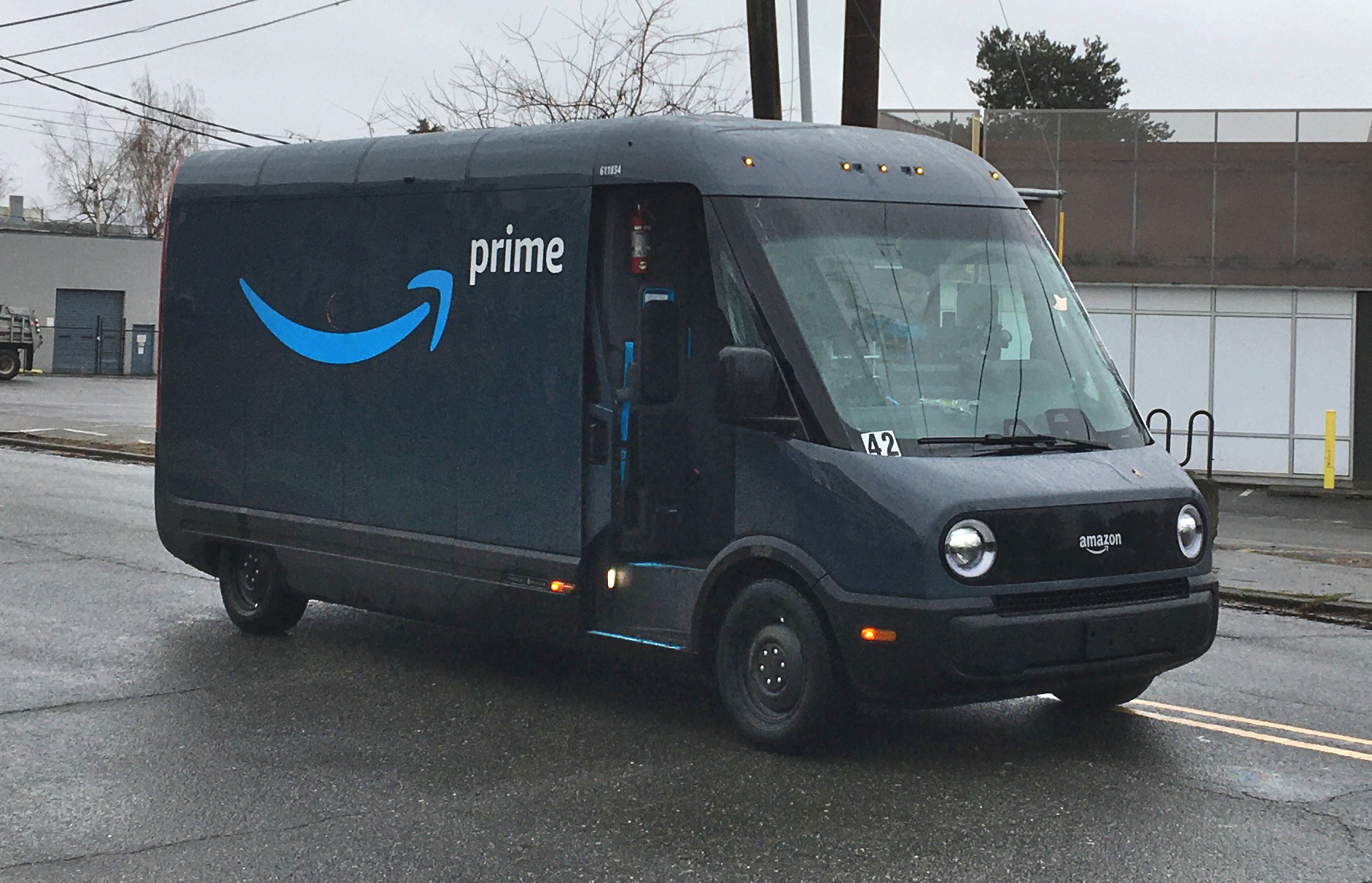
Rivian EDV-700
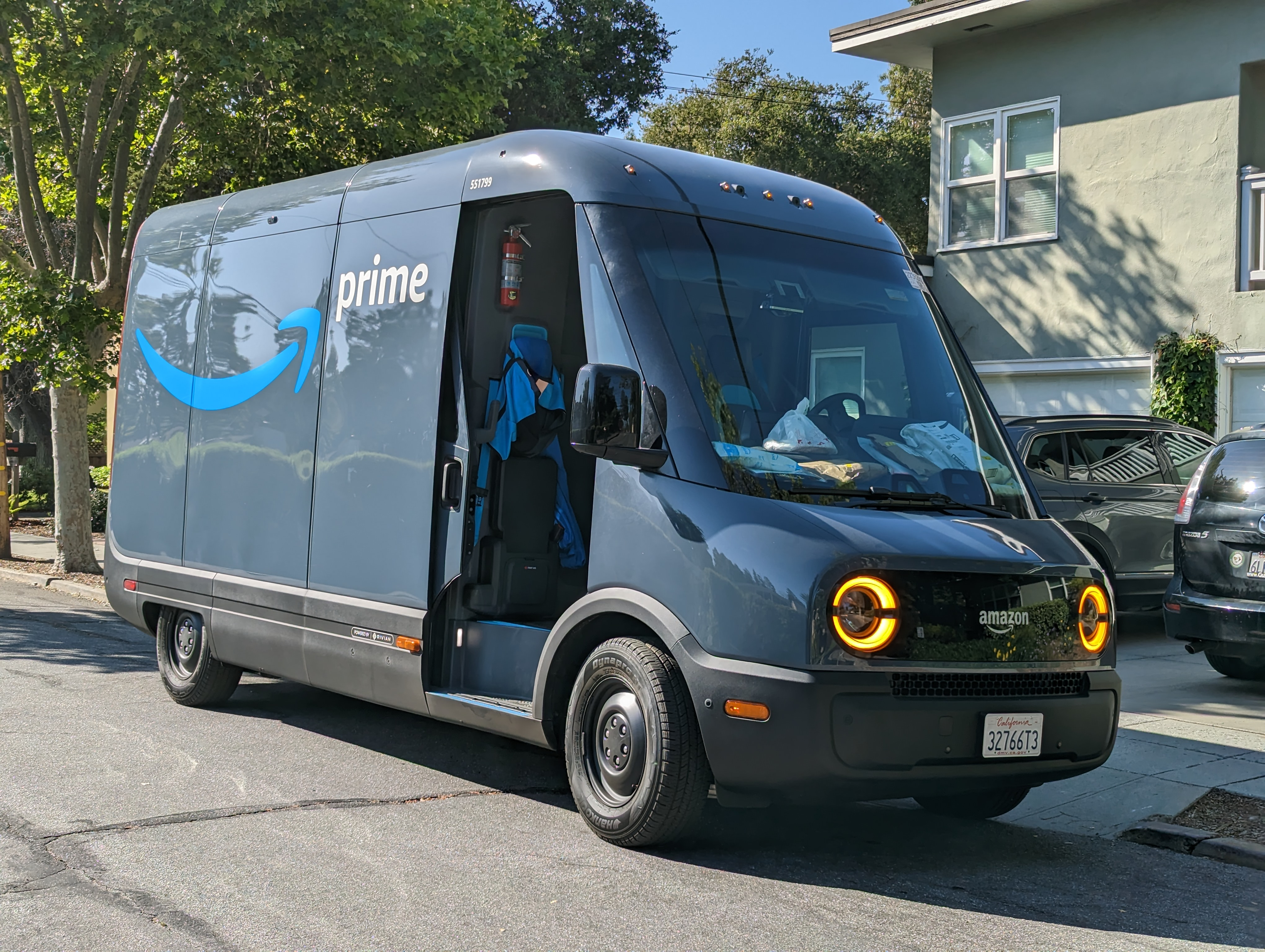
Rivian EDV-500 в Менло-Парке
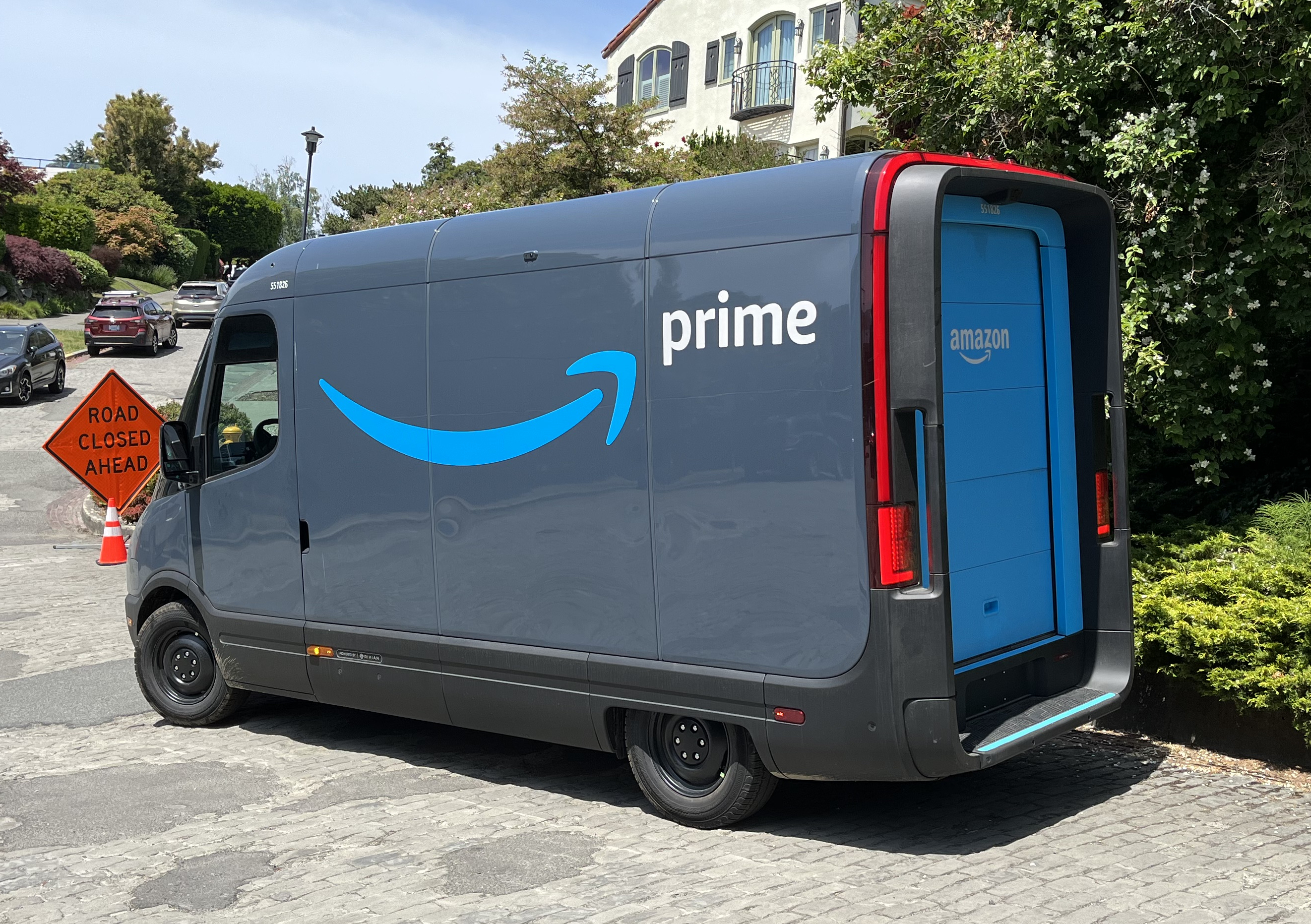
Вид сзади